# Polypodium exsul
Polypodium exsul là một loài dương xỉ trong họ Polypodiaceae. Loài này được Mett., Kuhn mô tả khoa học đầu tiên năm 1869.
Danh pháp khoa học của loài này chưa được làm sáng tỏ. 